# Felipe Gedoz
Felipe Gedoz da Conceição, genannt Felipe Gedoz (* 12. Juli 1993 in Muçum, RS), ist ein brasilianischer Fußballspieler.

## Karriere
Beim Defensor Sporting Club, aus dessen Jugendmannschaften er hervorging, stand er seit der Saison 2011/12 im Erstligakader, blieb allerdings in jener Spielzeit ohne Einsatz. 2012/13 stehen 16 Erstligaspiele (kein Tor), in der Saison 2013/14 26 Spiele in der Primera División mit sieben persönlichen Treffern für den Brasilianer zu Buche. Zudem lief er in der Copa Libertadores 2014 in elf Partien auf und schoss dabei vier Tore. In der Apertura 2014 wurde er in zwei Erstligaspielen (ein Tor) eingesetzt, wechselte aber Ende August 2014 nach Belgien zum FC Brügge. Dort lief er in der Saison 2014/15 20-mal (fünf Tore) in der Pro League, neunmal (ein Tor) in der Europa League und sechsmal (drei Tore) im nationalen Pokal auf. Während der Spielzeit 2015/16 folgten weitere 22 Erstligaeinsätze (ein Tor) sowie drei persönlich torlose Einsätze in der Europa League und vier im nationalen Pokal. In der Saison 2016/17 absolvierte er fünf Ligaspiele (ein Tor).
Im Frühjahr 2017 kehrte Gedoz in sein Heimatland Brasilien zurück, wo er bei Athletico Paranaense einen Kontrakt unterzeichnete. Im Mai 2018 wurde Gedoz bis Saisonende an den Goiás EC in die Série B ausgeliehen. Auch für 2019 spielte Gedoz in der Kaderplanung von Athletico keine Rolle. Er verblieb daher als Leihgabe in der Série B. Seine nächste Station wurde der EC Vitória. Für den Klub trat er in der Série B 2019 an. Am Ende der Saison lief sein mit Vitória und auch Athletico Paranaense aus. Erst Anfang Juli bekam er einen neuen Vertrag.
Gedoz unterzeichnete einen Kontrakt bei Nacional Montevideo. Bis Ende Oktober 2020 bestritt er vier Ligaspiele und eines in der Copa Libertadores 2020 für Nacional (keine Tore). Nach seinem Einsatz in der Libertadores im Gruppenspiel am 23. September auswärts in Venezuela bei Estudiantes de Mérida wurde Gedoz positiv auf den COVID-19 Virus getestet. Mitte Oktober kehrte er in den Kader zurück, kam aber zu keinen Einsätzen mehr. Anfang November kehrte Gedoz dann auf Leihbasis in seine Heimat zurück. Er unterzeichnete beim Clube do Remo. Die Leihe enthielt eine Kaufoption zum 28. Februar 2021. Mit Remo sollte er in der Série C und dem Copa Verde antreten. In der Série C bestritt er zwölf Spiele (ein Tor) und erreichte mit Remo den zweiten Tabellenplatz. Dieser qualifizierte zum Aufstieg in die Série B 2021. In der Copa Verde 2020 unterlag er mit Remo erst im Rückspiel am 24. Februar 2021 gegen Brasiliense FC durch Elfmeterschießen. In dem Pokal bestritt Gedoz sieben Spiele (ein Tor). Im März 2021 wurde Gedoz vorzeitig fest von Remo übernommen. Der Vertrag erhielt eine Laufzeit bis zum Ende der Série B 2021. In der Austragung des Copa Verde 2021 konnte Remo den Pokal durch Elfmeterschießen gewinnen. Gedoz kam in fünf Spielen zu Einsätzen (keine Tore). Im Dezember 2021 gab der Klub bekannt, den Vertrag mit Gedoz verlängert zu haben.
Im Sommer 2022 wechselte er zum Brasiliense FC. Auch im Anschluss tingelte er weiter durch unterklassige Klubs.

## Erfolge
Brügge
- Belgischer Pokalsieger: 2015
- Belgischer Meister: 2016

Clube do Remo
- Campeonato Brasileiro de Futebol – Série C: Vizemeister 2020
- Copa Verde: Vizemeister 2020, Meister 2021